# Lapptjärnen (Undersåkers socken, Jämtland)
Lapptjärnen är en sjö i Åre kommun i Jämtland och ingår i Indalsälvens huvudavrinningsområde. Lapptjärnen ligger i Vålådalen Natura 2000-område.